# Ernst-Thälmann-Park

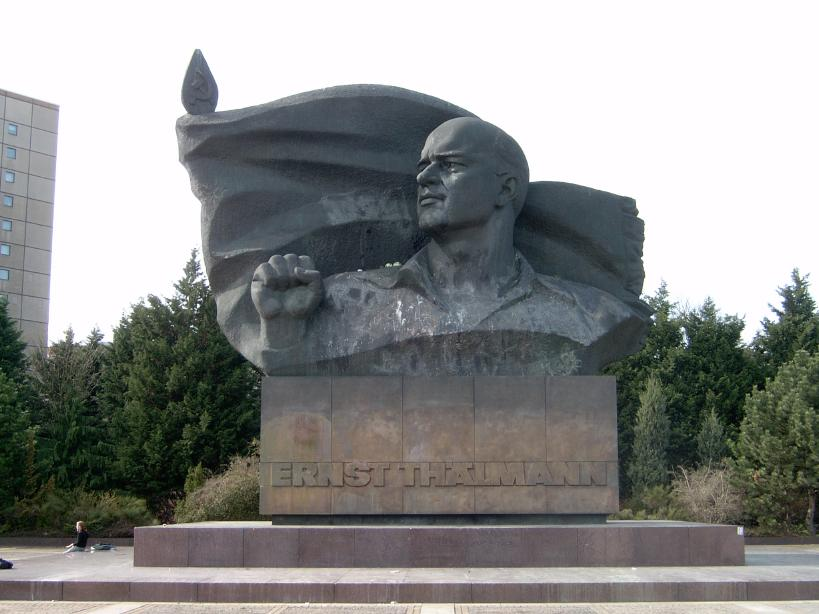
Monumento a Ernst Thälmann.

Ernst-Thälmann-Park es el nombre de un parque del barrio de Prenzlauer Berg, situado al este de Berlín. El parque adoptó el nombre del dirigente comunista alemán Ernst Thälmann, miembro del Comité central del Partido Comunista de Alemania (KPD) durante la República de Weimar.

## Historia
Sobre el terreno actual del parque se encontraba entre 1874 y 1981 un depósito de gas que fue demolido en 1982.
El terreno fue transformado en un "parque habitacional" en el que era posible acceder a la adquisición de domicilios, algo inédito en la República Democrática Alemana (RDA). Entre 1983 y 1986 se construyeron 1.332 apartamentos para unos 4.000 habitantes. En 2004 se iniciaron las obras de saneamiento para solucionar los problemas que presentaban los antiguos desechos subterráneos de la desaparecida empresa de gas.